# Euxoa juncta
Euxoa juncta är en fjärilsart som beskrevs av Foltin 1938. Euxoa juncta ingår i släktet Euxoa och familjen nattflyn. Inga underarter finns listade i Catalogue of Life.